# LV2 (plugin)
Chronologie des versions
Linux Audio Developers Simple Plugin API
Dans le domaine de la MAO, LV2 est l'acronyme de LADSPA version 2. C'est une spécification ouverte permettant la création de plugins audio. LV2 est le successeur de LADSPA, créé afin de combler les limitations de cette dernière. Elle intègre par exemple les fonctionnalités fournies par l'interface de programmation DSSI.
Les plugins LV2 sont gérés par la station audionumérique Ardour, la version Linux de Audacity, le séquenceur QTractor ou encore l'amplificateur virtuel pour guitare Guitarix.
La première version est sortie le 10 février 2008. La version actuelle est sortie le 7 janvier 2021.
En 2016, la spécification LV2 sera utilisée dans la pédale d'effet numérique MODDuo, en cours de développement.
Le logiciel Carla, issu de Cadence, permet d'utiliser les greffons  LADSPA, DSSI, LV2 et VST, ainsi que les banques de son SoundFont, au sein de tout logiciel supportant les greffons VST ou LV2. Il permet également d'utiliser des versions 32 bits pour Windows sur des logiciels Linux en version 64 bits.